# Richard Allen (Illustrator)
Richard William Allen (* 2. November 1964 in Newbury, Berkshire) ist ein britischer Wildtierillustrator. Er ist auf Wildvögel spezialisiert.

## Leben
Allen absolvierte 1984 ein Grundstudium in Kunst und Design an der Brighton Polytechnic. 1987 erlangte er den Bachelor of Arts in Grafikdesign an der Kingston Polytechnic. 1988 gewann er den zweiten Preis bei der Young Illustrators Competition der Zeitschrift Reader’s Digest. 1993 wählte ihn die Fachzeitschrift British Birds zum „Bird Illustrator of the Year“. Von 1999 bis 2005 gestaltete er eine reguläre Gartenkolumne der britischen Tageszeitung The Times mit seinen Illustrationen. 2002 war er Zweitplatzierter beim Wettbewerb Wake up to Birds der Royal Society for the Protection of Birds. 2015 gewann er den der PJC Drawing Award der Society of Wildlife Artists. Seit 2016 ist er gewähltes Mitglied der Society of Wildlife Artists.
1987 wurde Allen freiberuflicher Illustrator, der zunächst für die Werbung, dem Verlagswesen und Verpackungswesen sowie für Zeitungen arbeitete. Er begann mit der Grattage wechselte dann aber zum Aquarell und später zur Ölmalerei. Seit den späten 1980er Jahren legt er sein Hauptaugenmerk auf die Illustration von ornithologischen Fachbüchern. Hierzu zählen unter anderen Where to Watch Birds in Dorset, Hampshire & the Isle of Wight (1989) von George Green und Martin Cade, Essex Bird Report 1988–94, Handbook of the Birds of the World (Bände 4 bis 6), Sunbirds: A Guide to the Sunbirds, Spiderhunters, Sugarbirds and Flowerpeckers of the World (2001) von Robert A. Cheke und Clive F. Mann sowie A Field Guide to the Birds of South East Asia von Craig Robson. Allen zeichnet die Vögel meist in der freien Natur. Dafür unternahm er Reisen nach China, in die Vereinigten Staaten, nach Südasien, dem Senegal und in viele europäische Länder.
Allen beschränkt sich bei seinen Illustrationen nicht nur auf die Tierwelt. Sein Portfolio umfasst unter anderen Olympia-Briefmarken, mittelalterliche Klöster, Eisenzeit-Hügelgräber sowie Wanderkarten für die britische Programmzeitschrift RadioTimes. Ferner finden sich seine Illustrationen in den Zeitschriften British Birds, Birdwatch und Birding World.

## Illustrierte Werke
- George Green, Martin Cade: Where to Watch Birds in Dorset, Hampshire & the Isle of Wight. 1989
- Josep del Hoyo, Andrew Elliott, Jordi Sargatal (Hrsg.): Handbook of the Birds of the World. Volume 4: Sandgrouse to Cuckoos. 1997
- David W. Snow, Christopher M. Perrins: Birds of the Western Palearctic, Concise Edition, 2 Bände, 1998
- Josep del Hoyo, Andrew Elliott, Jordi Sargatal (Hrsg.): Handbook of the Birds of the World. Volume 5: Barn Owls to Hummingbirds. 1999
- Craig R. Robson: A Field Guide to the Birds of South-East Asia, Thailand, Peninsular Malaysia, Singapore, Myanmar, Laos, Vietnam, Cambodia. 2000
- Robert A. Cheke, Clive F. Mann: Sunbirds: A Guide to the Sunbirds, Spiderhunters, Sugarbirds and Flowerpeckers of the World. 2001
- Josep del Hoyo, Andrew Elliott, Jordi Sargatal (Hrsg.): Handbook of the Birds of the World. Volume 6: Mousebirds to Hornbills. 2001
- Craig R. Robson: A Field Guide to the Birds of Thailand. 2002
- Graham Austin, Mark Collier, Neil Calbrade, Colette Hall: Waterbirds in the UK 2006/07 The Wetland Bird Survey. 2008
- Susan Myers: A Field Guide to the Birds of Borneo. 2009
- Guy Dutson: Birds of Melanesia. 2011
- Deepal Warakagoda: Birds of Sri Lanka. 2012
- Richard Grimmett, Carol Inskipp, Tim Inskipp: Birds of the Indian Subcontinent. 2012.
- Johannes Erritzøe, Clive F. Mann: Cuckoos of the World. 2012
- Richard Allen: Coastal Birds. 2014
- Josep del Hoyo, Nigel Collar (Hrsg.): HBW and BirdLife International, Illustrated Checklist of the Birds of the World. Band 1: Non-Passerines. 2014
- Richard Grimmett, Carol Inskipp, Tim Inskipp, Hem Sagar Baral: Birds of Nepal. 2016
- Phil Gregory: Birds of New Guinea: Including Bismarck Archipelago and Bougainville. 2017
- Laurence Rose: The Long Spring – Tracking the Arrival of Spring Through Europe. 2018
- Phil Gregory: Birds of Paradise and Bowerbirds. 2020